# You Got It
You Got It è una canzone, nonché un singolo estratto dall'album del 1989 Mystery Girl di Roy Orbison. La canzone raggiunse la posizione numero 9 della Billboard Hot 100 e la prima posizione della classifica Adult Contemporary, oltre che la terza posizione della classifica dei singoli più venduti in Inghilterra, nella primavera del 1989, diversi mesi dopo la morte di Orbison per infarto a 52 anni.
Fu l'ultimo successo internazionale di Orbison, anche se I Drove All Night, uscito nel 1992 riuscì ad entrare nella top5 negli Stati Uniti. You Got It rientrò nuovamente in classifica nel 1995, quando Bonnie Raitt ne registrò una cover per la colonna sonora del film A proposito di donne. Nello stesso film la canzone è cantata in una struggente versione lenta dall'attrice Whoopi Goldberg.
L'unica volta che Orbison cantò il brano dal vivo fu in una cerimonia di premiazione ad Anversa, in Belgio, qualche giorno prima della morte. Le registrazioni di quell'esibizione furono utilizzate per il video del brano.

## Tracce
CD-Maxi Virgin 662 000 211
1. You Got It - 3:32
2. The Only One - 3:53
3. Crying - 3:47

7" Single Virgin 112 000
1. You Got It - 3:30
2. The Only One - 3:53

Promo - 7" Single Virgin 7-99245
1. You Got It - 3:27
2. You Got It - 3:27

## Cover
Nel 1995 Bonnie Raitt registrò una versione del brano per la colonna sonora del film Boys on the Side. In Canada ha raggiunto la posizione numero 11, negli Stati Uniti la posizione numero 33 della Billboard Hot 100. 